# Bonez MC
Bonez MC (nacido el 23 de diciembre de 1985 en la ciudad de Hamburgo) es un rapero alemán y un productor de Dancehall, Electronic dance music e Hip-hop.

## Carrera
Bonez MC es miembro del grupo de hip-hop 187 Strassenbande. El, junto con otros miembros han publicado desde 2006 los álbumes Sampler y Alben. En Otoño de 2012 publicó, desde su disquera Toprott Muzik su álbum en solitario Krampfthaft kriminell Este disco se posicionó en el lugar 60 de las listas alemanas. A esto le siguió en 2013 un EP en conjunto con Kontra K, y el disco colaborativo High & Hungrig, producido junto con el rapero Gzuz, parte también de la 187 Strassenbande. Este último álbum llegó al número 9 de las listas alemanas y le abrió el paso a Bonez MC al éxito comercial.
El tercer álbum del grupo, Sampler 3 (tercer álbum, en alemán) fue lanzado el 30 de enero de 2015, alcanzando el segundo puesto de popularidad de ventas alemanas. El 27 de mayo, Bonez MC publicó la segunda parte de su colaboración con Gzuz, llamada High & Hungrig 2, con la cual llegó al primer puesto de popularidad de las listas alemanas, seguida por Palmen aus Plastik, un álbum grabado junto a RAF Camora, el cual representó un éxito comercial. En diciembre del mismo año, el álbum High & Hungrig 2 consiguió el Goldstatus por número de ventas, mientras que los sencillos Ohne mein Team y Palmen aus Plastik recibieron el disco de plata, y su canción Mörder, disco de oro.
Según el propio artista, su tío toca guitarra junto al grupo inglés The Stranglers.

## Discografía

### Álbumes de estudio
| Año  | Título Disquera                      | Posición en listas | Posición en listas | Posición en listas |
| Año  | Título Disquera                      | Alemania           | Austria            | República Checa    |
| ---- | ------------------------------------ | ------------------ | ------------------ | ------------------ |
| 2012 | Krampfhaft kriminell • Toprott Muzik | 60 (1 Semana.)     | —                  | —                  |

### Colaboraciones
| Año  | Título Artistas (fuera de Bonez MC) Disquera                                                  | Posición en listas | Posición en listas | Posición en listas |
| Año  | Título Artistas (fuera de Bonez MC) Disquera                                                  | Alemania           | Austria            | República Checa    |
| ---- | --------------------------------------------------------------------------------------------- | ------------------ | ------------------ | ------------------ |
| 2007 | Zwei Assis trumpfen auf • AchtVier • Eigenvertrieb                                            | —                  | —                  | —                  |
| 2014 | High & hungrig 2 • Gzuz •Auf!Keinen!Fall!                                                     | 9 (3 Semanas)      | 28 (1 Semana)      | 36 (1 Semana)      |
| 2016 | High & hungrig 2 • Gzuz •Auf!Keinen!Fall!                                                     | 1 (36 Semanas)     | 2 (6 Semanas)      | 2 (8 Semanas)      |
| 2016 | Palmen aus Plastik (también conocido como:Tannen aus Plastik) • RAF Camora • Auf!Keinen!Fall! | 1 (Indef)          | 2 (Indef)          | 1 (17 Semanas)     |

## Premios
1Live Krone

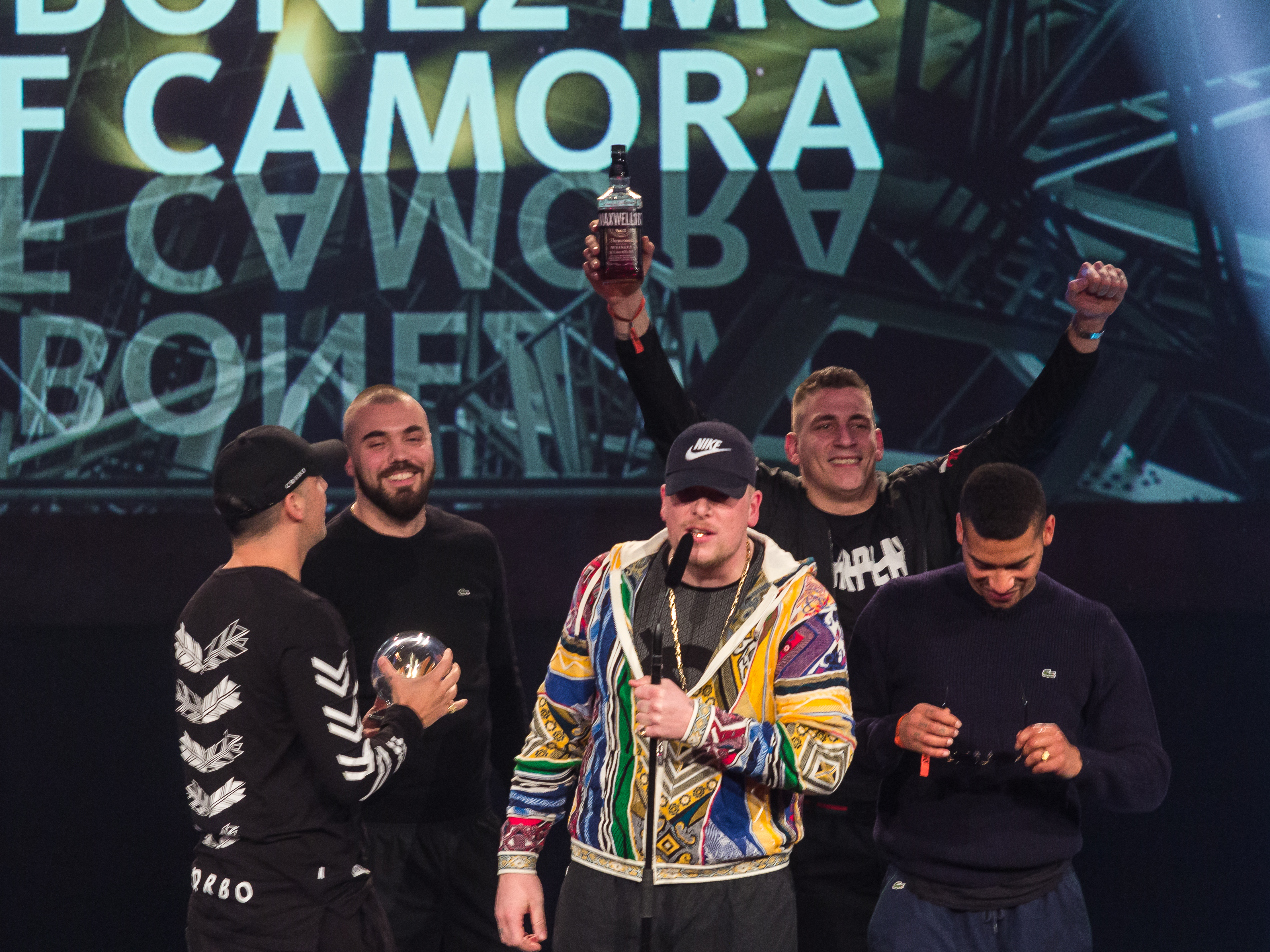
1LIVE Krone 2016: Entrega de la Corona a Bonez MC & RAF Camora

- 2016: Mejor acto de hip-hop, junto a RAF Camora

Hiphop.de Awards
- 2015: Mejor Agrupación Nacional (como parte del grupo 187 Strassenbande)
- 2016: Mejor Agrupación Nacional (junto a RAF Camora)
- 2016: Mejor Publicación Nacional (por Palmen aus Plastik junto a RAF Camora)
- 2016: Mejor Vídeo Musical Nacional (por Palmen aus Gold junto a RAF Camora)

- 2018: Mejor Agrupación Nacional (junto a RAF Camora)

Juice Awards
- 2016: Mejor Álbum Nacional (por Palmen aus Plastik junto a RAF Camora)
- 2016: Mejor Grupo Nacional de Rap (como parte de 187 Strassenbande)